# مرسيدس بنز 300 إس إل
مرسيدس بنز 300 إس إل (بالإنجليزية: Mercedes-Benz 300SL)‏ هي سيارة رياضية من صناعة مرسيدس بنز، أنتجت في 1954 وتوقف إنتاجها في 1963، وكانت أسرع سيارة في وقتها.

## التطوير
قالب:التطوير
- - الأصل في سيارة السباق W194**

تعود أصول سيارة 300 SL إلى سيارة السباق الرياضية، مرسيدس-بنز W194. لهذا الغرض، قررت دايملر-بنز المشاركة في سباقات عام 1951 وبنت سيارة رياضية. ونتيجة لذلك، تم تطوير أكبر محرك لدى مرسيدس: M186، والذي استخدم في سيارة 300 "أديناور" (W186) وفي سيارة 300 S الفاخرة ذات المقعدين (W188).
كانت النجاحات في السباقات عام 1952 مفاجئة بعض الشيء، حيث كان محرك W194 مزودًا فقط بكربوراتير، منتجًا قوة قدرها 175 حصانًا (130 كيلووات) - أقل من السيارات المنافسة مثل فيراري وجاجوار، وكذلك سيارة 300 SL التي تم تقديمها في عام 1954. ومع ذلك، فإن الوزن المنخفض والجر aerodynamic المنخفض جعلت W194 سريعة بما يكفي لتكون تنافسية في سباقات التحمل.
طورت مرسيدس-بنز نسخة جديدة لموسم سباقات 1953 بإضافة نظام حقن الوقود وعجلات مقاس 16 بوصة؛ وتم تثبيت صندوق التروس على المحور الخلفي. كانت هيكل السيارة مصنوعًا من إلكترون، وهو سبيكة مغنيسيوم، مما خفض وزنها بمقدار 85 كيلوجرامًا (187 رطلاً). قررت مرسيدس-بنز عدم خوض السباقات بهذه السيارة المصنوعة من السبائك، وبدلاً من ذلك، اختارت بدء المشاركة في الفورمولا 1 في عام 1954. لاحقًا، تم تعديل هيكل السيارة لتقليل مقاومة الهواء، ولم يتم الاستمرار في ترتيب نقل الحركة.
- - أصل 300 SL**

تم اقتراح فكرة تصنيع مرسيدس لسيارة سباق Grand Prix معدلة موجهة لعشاق الأداء الأثرياء في السوق الأمريكية المزدهرة بعد الحرب من قبل ماكس هوفمان في اجتماع مجلس الإدارة عام 1953 في شتوتغارت. وافق المدير العام الجديد لمرسيدس، فريتز كونيكه، على طلب هوفمان لشراء 1000 سيارة لضمان نجاح الإنتاج؛ وتم تقديم 300 SL في معرض نيويورك الدولي للسيارات في فبراير 1954 بدلاً من معارض فرانكفورت أو جنيف، حيث عادةً ما يتم تقديم نماذج الشركة. بالإضافة إلى ذلك، تم الإعلان عن إنتاج رودستر أصغر، مرسيدس-بنز 190 SL، بعد أن طلب هوفمان 1000 أخرى منها. عُرضت كل من 300 SL و190 SL لأول مرة في معرض نيويورك عام 1954؛ وقد تلقت مرسيدس-بنز استجابة إيجابية من الزوار، وبدأ الإنتاج في مصنع زينديلفنجن في أغسطس من نفس العام.
- - التكلفة**

كان سعر سيارة 300 SL كوبيه في ألمانيا 29,000 مارك ألماني، و6,820 دولارًا في الولايات المتحدة. بينما كان سعر الرودستر 32,500 مارك ألماني في ألمانيا، و10,950 دولارًا في الولايات المتحدة - أي أغلى بنسبة 10% من الكوبيه في أوروبا، وأكثر من 70% في الولايات المتحدة.
- - اختصار SL**

لم تعلن مرسيدس-بنز عن معنى اختصار "SL" عند تقديم السيارة؛ وقد وصفتها المجلات والمسؤولون في الشركة بأنها "Sport Leicht" و"Super Leicht" ("خفيفة"). كان يُشار إلى "Sport Leicht" على موقع الشركة حتى عام 2017، عندما تم تغيير "SL" إلى "Super Leicht" بعد اكتشاف غير متوقع في الأرشيفات المؤسسية.
- - 300 SLS**

تم إنشاء نسخة خاصة من 300 SL تُسمى 300 SLS (Super Light Special) لفريق السباقات الأمريكي لمرسيدس-بنز للتنافس في الدائرة الوطنية لنادي سيارات السباق الأمريكي (SCCA) في عام 1957. بعد أن هيمنت سيارة 300 SL كوبيه على فئة D Production في السنوات 1955 و1956، تم تغيير القواعد لجعل الفئة أكثر تنافسية عن طريق زيادة الحد الأقصى لحجم المحرك من ثلاثة إلى 3.5 لتر. بدلاً من تعديل حجم المحرك بشكل جذري (على وشك إصدار رودستر 300 SL الجديد، بدلاً من الكوبيه)، قامت مرسيدس-بنز بإنشاء سيارتين رودستر للتنافس في فئة D Modified على دائرة SCAA. كانت تتميز بغطاء صلب فوق مقعد الراكب، وشاشة سباق منخفضة بدلاً من الزجاج الأمامي العريض، وحاجز أمان لمقعد السائق، وغطاء مخصص مع مدخل هواء للمحرك، وعدم وجود مصدات أمامية وخلفية. أدت هذه التعديلات وغيرها إلى خفض وزن السيارة من 1,420 كيلوجرامًا (3,130 رطلاً) إلى 1,040 كيلوجرامًا (2,290 رطلاً). كما تم زيادة قوة المحرك بمقدار 20 حصانًا (15 كيلووات)، لتصبح 235 حصانًا (175 كيلووات). فاز السائق بول أوشي باللقب مرة أخرى للشركة.

## الملخص
قالب:الملخص
- - الـ300 SL**

تتمتع سيارة 300 SL بشاسيه ذو إطار أنبوبي فولاذي، مع هيكل فولاذي يجمع بين غطاء المحرك، والأبواب، ولوحة العدادات، وغطاء الحقيبة المصنوعين من الألومنيوم لتقليل الوزن بشكل أكبر. كان من الممكن تقليل الوزن بمقدار 80 كيلوجرامًا (176 رطلاً) باستخدام هيكل كامل من الألومنيوم، لكن تم تصنيع 29 منها فقط. بحسب نسبة المحور الخلفي، كان استهلاك الوقود 17 لترًا لكل 100 كم (14 ميلاً لكل جالون أمريكي؛ 17 ميلاً لكل جالون إمبراطوري).
- - الدواخل**

كانت الأقمشة المربعة الثلاثة للمقاعد قياسية: الرمادي والأخضر، الرمادي والأزرق، والكريمي والأحمر. اختار معظم العملاء التنجيد الجلدي، الذي أصبح قياسيًا في الرودستر. بفضل الأبواب التي تفتح إلى الأعلى، تمتاز الكوبيه بعتبة مرتفعة بشكل غير عادي؛ مما يجعل دخول السيارة والخروج منها مشكلة. يدور عجلة القيادة على محورها بزاوية 90 درجة بعيدًا عن لوحة العدادات لتسهيل الدخول. مساحة التخزين للأمتعة تقع خلف المقاعد في الكوبيه؛ الحقيبة تحتوي فقط على عجلة احتياطية وخزان وقود. كان متاحًا للرودستر حقيبتان جلديتان مخصصتان للحقيبة الأكبر. نوافذ الكوبيه ثابتة، وتدور لأسفل في الرودستر.
المظهر الخارجي
تتكون الهيكل الخارجي أساساً من الصلب المجلفن، مع غطاء المحرك، غطاء الصندوق، لوحة العدادات، القواطع الجانبية، وأسطح الأبواب المصنوعة من الألمنيوم. كان اللون الفضي الرمادي هو اللون القياسي؛ وجميع الألوان الأخرى كانت خيارات.
كان الهدف من التصميم العام هو جعل السيارة أكثر انسيابية قدر الإمكان. سمح عرض الإطار الأنبوبى على طول المقصورة بتحديد خط السقف بشكل كبير من الجانبين، مما قلل بشكل دراماتيكي من المساحة الأمامية. كما كانت الهيكل مرتفعاً جداً بين العجلات، مما منع تركيب الأبواب القياسية. الخيار الوحيد – الذي تم استخدامه بالفعل على سيارة السباق W194 – والذي كان سيمكن الركاب من عبور القواطع الجانبية العالية والعميقة هو باب جناح النورس.
الحواجب المميزة للسيارة هي ميزة عملية في الجزء الأمامي، حيث تقوم بتوجيه مياه الطريق بعيداً عن الزجاج الأمامي بشكل فيزيائي ودييناميكي، وأيضاً ميزة جمالية في الجزء الخلفي، تمت إضافتها لتحقيق التناسق البصري.
المحرك
محرك مرسيدس-بنز M198 هو محرك بسعة 3.0 لتر، يبرد بالماء، وبسعة 182.8 بوصة مكعبة، و2996 سم³، مع نظام عمود الكامات العلوي وأربع أسطوانات مستقيمة. كما هو الحال مع مرسيدس-بنز M194 الخاصة بالسباقات، استعار 300 SL المحرك الأساسي M186 الذي يضم صمامين لكل أسطوانة من طراز 300 ذو الأربعة أبواب (W186 "أديناور") الفاخر الذي تم تقديمه في عام 1951.
كان المحرك مزوداً برأس من الألمنيوم M186: قاعدة بزاوية مائلة قدرها 30 درجة، مما سمح بوجود صمامات أكبر للادخال والعادم مقارنة بالوصلات الأفقية القياسية مع كتلة المحرك. لتحسين الأداء، استبدل M198 الكربراتير الثلاثي المزدوج من نوع سوليكس في W194 بنظام حقن وقود ميكانيكي من بوش. هذا زاد من قوة 300 SL من 175 حصاناً (130 كيلو واط؛ 177 حصاناً مترياً) SAE إلى 240 حصاناً (179 كيلو واط؛ 243 حصاناً مترياً) SAE عند 6100 دورة في الدقيقة. كان معدل الضغط المضغوط 8.55:1.
ميزات الأداء الأخرى شملت نظام تزييت جاف، الذي ضمّن توزيع الزيت بشكل صحيح خلال المنعطفات عالية السرعة وقلل من ارتفاع المحرك من خلال إلغاء وعاء الزيت التقليدي. يمكن طلب نسخة أقوى من M198، مع عمود كامات رياضي ونسبة ضغط مضغوط قدرها 9.5:1، بدون رسوم إضافية للكوبيه. كان هذا المحرك متاحاً فقط في النسخة المفتوحة من 300 SL في سنة تقديمه 1957. لتركيب محرك M198 في سيارة ذات ملف منخفض، تم إمالته بزاوية 50 درجة نحو جانب السائق، مما أدى إلى كفاءة هوائية ومنفذ إدخال كبير من الألمنيوم المصبوب يساوي عرض المحرك.
تم توصيل المحرك عبر قابض جاف ذو قرص واحد إلى نظام نقل حركة بأربع سرعات مع نسب تروس تبلغ 3.34:1، 1.97:1، 1.39:1، و1:1، ونسبة عكسية تبلغ 2.73:1. كانت نسبة المحور الخلفي في بداية الإنتاج 1:3.42؛ وتم تغييرها إلى 1:3.64 لتحسين التسارع. يتيح ذلك سرعة قصوى تبلغ 235 كم/س (146 ميل/س) وتسارعاً من 0 إلى 100 كم/س (62 ميل/س) في 9.3 ثوانٍ. تم توفير تسارع أسرع مع نسب 1:3.89 و1:4.11. نسبة التروس النهائية الأدنى، 1:3.25، قدمت سرعة قصوى تصل إلى 263 كم/س (163 ميل/س) وجعلت 300 SL أسرع سيارة إنتاج في وقتها. وجد السائقون في المدينة أن الترس الأول العالي يمثل تحدياً. كانت عملية دواسة القابض في البداية غير مريحة، وتم علاجها عبر تحسين نابض مساعد لذراع القابض.
على عكس أنظمة الحقن الإلكتروني للوقود الحديثة، كان مضخة الوقود الميكانيكية في 300 SL تستمر في ضخ البنزين إلى المحرك خلال الفترة بين إيقاف الإشعال وتوقف المحرك. هذا الوقود الإضافي كان يغسل الفيلم الزيتية الضروري للمحرك عند بدء التشغيل، مما يؤدي إلى تخفيف الزيت، والتآكل الزائد للحلقات، وتآكل جدران الأسطوانات. وكان يعقد المشكلة نظام التزييت الجاف للمحرك، مع مبرد زيت كبير وسعة زيت ضخمة تبلغ 15 لتر، مما يضمن فعلياً أن الزيت لن يسخن بشكل كافٍ في الرحلات القصيرة التي يقوم بها معظم مالكي السيارات ليتم تدفقه بشكل صحيح. قد يقوم المالكون بسد تدفق الهواء عبر مبرد الزيت والالتزام الصارم بفترة تغيير الزيت الموصى بها والتي تبلغ 1600 كم (1000 ميل). كانت مضخة وقود إضافية توفر الوقود اللازم للتشغيل بسرعات عالية الممتدة (أو بدء التشغيل البارد)، ولكن الاستخدام المفرط يمكن أن يؤدي أيضاً إلى تخفيف الزيت. من مارس 1963 حتى نهاية الإنتاج في وقت لاحق من نفس العام، تم تركيب كتلة محرك من سبائك خفيفة في 209 سيارات.
- - الشاسيه**

مثل سيارات السباق الحديثة، كان لدى 300 SL إطار أنبوبي صممه مهندس مرسيدس الرئيسي رودولف أولهينهوت، وصُنع من الصلب. مثل هذا الإطار يوفر صلابة عالية مع وزن منخفض. تم تجميع الأنابيب الرفيعة والمستقيمة من كروم-موليبيدينوم على شكل مثلثات، وكان وزن الإطار النهائي لافتاً عند 82 كيلوجراماً (181 رطلاً). عناصر إطار الكوبيه تمتد عبر عرض المسار بالكامل من عجلة إلى أخرى، مما يخلق عتبة دخول عالية وعمقية غير عادية للداخلية. الأنبوب العلوي مرتفع لدرجة أنه يتساوى مع كوع السائق، مما يجعل الأبواب التقليدية ذات المفصلات الأفقية غير عملية. التصميم الناتج - أبواب "جالفينج" التي تفتح لأعلى - منح السيارة اسمها الشهير.
- - التعليق**

كان نظام التعليق مشابهًا لنظام مرسيدس-بنز W186 مع ضبط رياضي أكثر. توزيع الوزن من الأمام إلى الخلف قريب جدًا من مركز السيارة.
على عكس العديد من سيارات الخمسينيات، كانت التوجيهات ذات الكرة الدوارة دقيقة نسبياً، وسمح نظام التعليق المستقل على الأربع عجلات بركوب مريح نسبيًا وتعامل أفضل بشكل ملحوظ.
تألف التعليق الأمامي من ذراعي التحكم غير المتساويين، وزنبركات لولبية، وممتصات صدمات هيدروليكية تلسكوبية، وبار مضاد للدوران. في الخلف، يحتوي التعليق على محور تأرجحي منخفض النقطة، وأذرع نصف قطرية، وزنبركات لولبية. نظرًا لأنه متصل فقط عند التفاضل (وليس عند العجلات نفسها)، فإن محور التأرجح يمكن أن يجعل الدوران في الخلف خطيرًا عند السرعات العالية أو على الطرق السيئة بسبب التغيرات الشديدة في الزاوية. تم علاج ذلك في النسخة المكشوفة بتبديل إلى هندسة عالية النقطة.
- - الفرامل**

كان لدى 300 SL نفس فرامل الأسطوانة الذاتية التبريد بقطر 1470 سنتيمتر مربع (227.9 بوصة مربعة) مثل مرسيدس 300S. تم استخدام معزز فرامل لتقليل قوة الدواسة باستخدام الضغط السلبي من مجمع السحب. كانت أحذية الفرامل بعرض 90 مليمتر (4 بوصات). كانت فرامل الأسطوانة الأمامية تحتوي على أسطوانتين/عجلتين، بينما كانت فرامل الأسطوانة الخلفية تحتوي على أسطوانة واحدة/عجلة واحدة. كانت فرامل اليد عبارة عن فرامل توقف ميكانيكية تعمل على العجلات الخلفية. كانت السيارة المكشوفة تحتوي على نفس فرامل الأسطوانة حتى مارس 1961، عندما تم تقديم فرامل قرصية بقطر 290 مليمتر (11.4 بوصة) في الأمام والخلف.
كانت عجلات النسخة المكشوفة أكبر من عجلات الكوبيه. كانت العجلات عبارة عن عجلات مدمجة من الصلب/الألمنيوم. كانت عجلات Rudge بحجم 5J × 15 بوصة خيارًا ثمينًا. كانت الإطارات بحجم 6.50-15 بوصة على الكوبيه و6.70-15 على النسخة المكشوفة.

## roadster
قالب:Roadster
في منتصف عام 1956، بدأت المبيعات في الانخفاض، وقررت الإدارة عرض نسخة قابلة للتحويل في معرض جنيف في مارس، وتحويل المصنع إلى نسخة رودستر في مايو 1957 لخدمة سوق كاليفورنيا.
عُرضت سيارة مرسيدس 300 SL رودستر، التي تتمتع بأبواب تقليدية، لأول مرة في معرض جنيف في مايو 1957. تضمن إنتاج 300 SL المفتوح تعديل تصميم القمرة لتضمين عتبات منخفضة لتحسين الوصول. كما تم تضمين محور التعليق الخلفي بأذرع تأرجح منخفضة النقطة.
يبلغ وزن الرودستر 300 SL 1420 كيلوغرامًا (3131 رطلاً)، مما يزيد بمقدار 125 كيلوغرامًا (276 رطلاً) عن الكوبيه؛ وتحتوي الرودستر على قوة أكبر قليلاً بمحرك قوته 240 حصان (179 كيلوواط). تم تعديل إطارها الأنبوبي لخلق مساحة أكبر في حجرة الأمتعة. تم وضع الإطار الاحتياطي تحت أرضية حجرة الأمتعة، وجعل ذلك بالتزامن مع خزان وقود أصغر، مما خلق مساحة لأمتعة مخصصة ومناسبة. العتبة السفلية للباب توفر دخولًا أكثر راحة.
تم تغيير محور العجلة الخلفي إلى ترتيب بمفصل واحد، مع نقطة محوره الموجودة عند مسافة 87 ملم (3.4 بوصة) تحت خط وسط التفاضل. هذا التعديل ساهم في تحسين التعامل، خاصة في المنعطفات، وزيادة الراحة. أراد رئيس المهندسين أولينهاوت استخدام محور العجلة ذو النقطة المنخفضة الجديدة للكوبيه، لكن الإدارة أسقطت طلبه بسبب بقاء 3000 وحدة من هذا المحور في المصنع والتكاليف العالية المرتبطة بالسيارة. أصبح هناك خيار لهاردتوب اختياري اعتبارًا من سبتمبر 1958.

## السباقات
قالب:السباقات
مرسيدس قررت العودة إلى سباقات السيارات الدولية في بداية الخمسينيات، وتم تكليف ألفريد نيوباور مرة أخرى بالمهمة. في عام 1951، قامت الشركة ببناء خمسة سيارات بمحركات V8 من طراز W165 للمشاركة في سباق الجائزة الكبرى. لكن أداء فيراري بمحرك V12 كان جيدًا في سيلفرستون، وعرف نيوباور أن الـ W165 لا يمكنها الفوز؛ فبدأت مرسيدس في التخطيط لإنتاج محرك V12 W195. غيرت لجنة الرياضة في الاتحاد الدولي للسيارات القواعد لعام 1954 في أكتوبر 1951، ولم تتمكن W195 من المنافسة؛ فبدأت الشركة في تطوير سيارة 300 SL بستة أسطوانات للسباقات. وكانت الأبواب تمتد في الأصل إلى أسفل النوافذ الجانبية، وكان الوصول إليها يتطلب إزالة عجلة القيادة.
- - 1952**

كان أول سباق لـ 300 SL هو سباق "ميل ميليا" لعام 1952. كان السباق بطول 1,564 كيلومترًا (972 ميل) من بريشيا إلى روما والعودة، حيث كان كارل كلينغ يقود 300 SL ضد سيارة فيراري الجديدة ذات المحرك V-12 سعة 3 لتر بقيادة جيوفاني براكو. فاز براكو بفارق أربع دقائق و32 ثانية، واحتل كلينغ المركز الثاني. وحل رودولف كاراتشيولا، الذي كان يقود سيارة ذات محرك أقل قوة، في المركز الرابع.
بعد أسبوعين من سباق "ميل ميليا"، شاركت السيارات الأربع الأصلية في سباق في برن قبل سباق الجائزة الكبرى. قلقًا من أن المسؤولين في لو مان لن يقبلوا تصميم الأبواب المجنحة، قامت دايملر بنز بتعديل الأبواب إلى أسفل الهيكل. كانت مشكلة قفل المكابح الخلفية مستمرة بالنسبة لسيارة 300 SL؛ حيث اصطدمت سيارة كاراتشيولا بشجرة ولم يتسابق مرة أخرى. فاز كلينغ وهيرمان لانغ وفريتز ريس بالمراكز الأول والثاني والثالث عندما تعطلت سيارة فيراري سعة 4.1 لتر في البداية.
تم بناء ثلاث سيارات جديدة لسباق الـ 24 ساعة في لو مان في يونيو. تم تقليل قوة المحركات للسباق الطويل إلى 166 حصانًا، وارتفع خزان الوقود إلى فوق النافذة الخلفية. أحضرت الفريق سيارة احتياطية تجريبية مع فرامل هوائية على السطح كانت تنطوي حتى يتم تفعيلها من قبل السائق. صمم الفرامل الغريب أزعج السائقين الآخرين. كانت الفرامل فعالة؛ عند سرعة 100 ميل في الساعة، يمكنها توليد تباطؤ يصل إلى 0.2 جي، لكنها كانت تضعف الدعامات الداعمة. استهلكت السيارات إطارات أكثر مما كان متوقعًا، واضطر كلينغ وهانز كلينك للخروج من السباق بسبب عطل في المولد. فاز لانغ وريس بالسباق بسرعة متوسطة بلغت 155.574 كيلومترًا في الساعة (96.669 ميل في الساعة)، وجاء ثيو هيلفريش وهيلموت نيدرمير في المركز الثاني.
أقيم سباق نوربورغرينغ الذي يبلغ طوله 142 ميلًا (229 كم) في الثاني من أغسطس على مسار صعب. تحول التنافس إلى سيارات جاغوار وألفا روميو. تطلب نوربورغرينغ سيارة خفيفة وقوية؛ كانت الديناميكية الهوائية أقل أهمية، لذلك تمت إزالة سقف الكوبيه (مما أدى إلى إنشاء سيارة 300 SL رودستر مع سطح خلفي وغطاء جانبي للراكب من الألومنيوم). شاركت جميع السيارات الأربع في سباق نوربورغرينغ بدون شحن فائق بعد أن أظهرت التجارب عدم جدوى استخدام المحرك الفائق، حيث لم يكن أسرع من 300 SL القياسية. توصل الفريق إلى أن نظام التعليق الخلفي البسيط من نوع المحور المتأرجح كان بالفعل في حده الأقصى في نقل القوة إلى الطريق، وكان المحرك أقل متانة. فاز لانغ بالسباق، واحتل كلينغ وريس المركزين الثاني والثالث. وكان هذا هو النهاية الرسمية لجهود الشركة مع 300 SL، حيث شعرت بأنها قد قامت بكل ما يمكن مع سيارات الست أسطوانات وقررت التركيز على سباق الجائزة الكبرى.
للمشاركة النهائية، وبناءً على ضغط من ممثل دايملر-بنز في مدينة مكسيكو، أرسلت الشركة إلى المكسيك شاحنتين بوزن 3.5 طن و35 شخصًا للمشاركة في سباق كارييرا باناميريكانا الثالث. تم تحديث سيارتين من طراز 300 SL كوبيه وسيارتين رودستر بعادم على الجانب الأيمن وقالب جديد للنوافذ. وبما أنه لم يكن هناك فئة لمحركات الثلاثة لترات، تمت زيادة سعة الأسطوانات إلى 3.1 لتر لتوفير 177 حصانًا. لم يكن لدى شركة كونتيننتال الوقت (أو الخبرة) لصنع إطارات خاصة لهذا الحدث، لذا أرسلت الشركة 300 إطار من أنواع مختلفة. اصطدم لانغ بكلب، واصطدم كلينغ بنسر في المراحل الأولى من السباق بسرعة 135 ميلاً في الساعة (217 كم/ساعة). حققت سيارات 300 SL أداءً أفضل لاحقًا، متجاوزة فيراري بقيادة براكو. أنهى كلينغ وكلينك السباق في المركز الأول، متقدمين على لانغ وإروين جروب. ربما كانت النتيجة النهائية هي إنهاء السباق في المراكز الثلاثة الأولى، لكن الأمريكي جون فيتش تم استبعاده بسبب سماحه لميكانيكي بلمس سيارته في اليوم قبل الأخير.
قام فريق السباق بإعداد نسخة جديدة من 300 SL لموسم 1953؛ كانت سيارة 300 SLK أخف وزنًا، مع قاعدة عجلات أقصر، وعجلات أكبر، وحقن وقود، ومكابح أفضل. ومع ذلك، بعد أن أعطت مرسيدس الأولوية لجهودها في سيارة جديدة لسباقات الجائزة الكبرى، تم إلغاء 300 SLK.
1. 1.     1. منتصف الخمسينيات

فاز فيرنر إنجل ببطولة الرالي الأوروبي لعام 1955 في سيارة 300 SL. فاز ستيرلينغ موس باللقب العام في سباق ميل ميليا لعام 1955 في سيارة سباق 300 SLR، وفاز جون فيتش بفئته في سيارة 300 SL كوبيه الإنتاجية. فاز أوليفييه جيندبيان برالي لييج-روما-لييج الماراثوني عام 1955، وويلي ميريس عام 1956. فازت سيارة 300 SL ببطولة فئة D في نادي السيارات الرياضية الأمريكي من عام 1955 إلى 1957.
1. 1.     1. سباقات الرودستر

على الرغم من أن الرودسترات كانت مصنوعة للتجوال، إلا أن دايملر-بنز قامت بتسويق رودستر الخاصة بها من خلال السباقات على المسارات الأمريكية. منذ بدء الإنتاج، لم يتمكن نادي السيارات الرياضية الأمريكي من قبول الرودستر كنموذج قياسي لموسم 1957؛ كان عليها المنافسة في فئة سيارات السباق الرياضية من الفئة D مع سيارات أخرى ذات سعة ثلاثة لترات مثل مازيراتي 300S، فيراري مونزا، وأستون مارتن DB3S. استخدم فريق أوسيا-تيلب رودستر مخففًا بتركيبات زنبركية أمامية مثقوبة، وبدون مروحة، ومدخل هواء ملحوم من الألومنيوم، ومنافذ عادم مزدوجة. فاز الرودستر (المعروف أحيانًا باسم SLS) ببطولة الفئة D الرياضية لعام 1957 بثلاثة أضعاف نقاط أقرب منافسيه، كارول شيلبي في مازيراتي.
1. 1.     1. 1957 - حتى الآن

احتل هوراسيو ماسيدو المركز الثاني في رالي فينهو دا ماديرا عام 1960. سجل الرئيس السابق لمجموعة Gull Wing International، بوب سيرنا، رقماً قياسياً في السرعة في مضمار بونفيل سبيدواي لسيارة رياضية بثلاثة لترات من نوع F/GT بسرعة 190.759 ميل في الساعة (306.997 كم/ساعة) في سيارة كوبيه معدلة عام 2016.

## الارث
قالب:الارث
بناءً على ظهور 300 SL في عام 1954، تم تقديم رودستر أقل تكلفة بسعة 1.9 لتر في العام التالي تحت اسم 190 SL. خلفها الطراز الوحيد في خط إنتاج مرسيدس حينذاك، وهو 230 SL، في عام 1963، الذي استمر إنتاجه بزيادة في السعة والتكلفة حتى 280 SL حتى عام 1971. تشمل أجيال SL اللاحقة الطراز R107 (الذي تم إنتاجه بنماذج وسعات مختلفة من 280 SL إلى 560 SL من 1971 إلى 1989) والطراز R129 (بنفس الطريقة، من 280 SL إلى 600 SL من 1989 إلى 2001).
الأجيال التالية من SL هي سيارات جراند تورير متوفرة كسيارات كوبيه قابلة للتحويل.
ظهر طراز SLS AMG V8 ذو الأبواب المجنحة لأول مرة في عام 2009 كخليفة روحاني للطراز الأصلي 300 SL كوبيه. واستمر إنتاجه حتى نهاية عام 2014، وتم استبداله بطراز AMG GT، الذي يتميز بأبواب تقليدية.
يحظى مالكو سيارات مرسيدس-بنز 300 SL بالدعم من Gull Wing Group International، التي بدأت في عام 1961.